# Breakout (chanson des Foo Fighters)
 (juin 2023).
Si vous disposez d'ouvrages ou d'articles de référence ou si vous connaissez des sites web de qualité traitant du thème abordé ici, merci de compléter l'article en donnant les références utiles à sa vérifiabilité et en les liant à la section « Notes et références ».
Pour les articles homonymes, voir Breakout.
Singles de Foo Fighters
Generator
(2000) Next Year
(2000)
Breakout est le quatrième single de l'album There Is Nothing Left to Lose sorti en 2000. Le morceau est notamment apparu dans le film Fous d'Irène sorti la même année, et a été intégré à sa bande originale éditée par Elektra Records.

## Liste des titres
Toutes les chansons sont écrites et composées par Dave Grohl, Taylor Hawkins, Nate Mendel, Chris Shiflett.
| 1. | Breakout                                        | 3:21 |
| 2. | Iron and Stone (reprise de The Obsessed)        | 2:52 |
| 3. | Learn to Fly (live à Sydney le 24 janvier 2000) | 3:38 |

| 1. | Breakout                                          | 3:21 |
| 2. | Monkey Wrench (live en Australie)                 | 4:23 |
| 3. | Stacked Actors (live à Sydney le 24 janvier 2000) | 5:21 |

## Charts
| Chart (2000)                    | Position |
| ------------------------------- | -------- |
| Charts Australien               | 59       |
| Canadian RPM Rock Chart         | 15       |
| Dutch Singles Chart             | 48       |
| UK Singles Chart                | 29       |
| U.S. Hot Modern Rock Tracks     | 8        |
| U.S. Hot Mainstream Rock Tracks | 11       |